# Монталь Форнес, Павла
Святая Павла (Паула) Монталь Форнес (исп. Paula Montal Fornés; 11 октября 1799, Ареньс-де-Мар, Каталония — 26 февраля 1889, Олеза-де-Монтсеррат, Каталония), в монашестве Павла Иосифа Каласанского (исп. Paula de San José de Calasanz) — католическая монахиня из Каталонии, основательница монашеской конгрегации «Сёстры благочестивых школ».
Канонизирована папой Иоанном Павлом II в 2001 году.

## Биография
Родилась 11 октября 1799 года в семье Рамона Монталя и Висенты Форнес; старшая из пяти дочерей. Её отец умер, когда ей было десять лет, и она работала кружевницей и швеёй, чтобы помогать матери.
В 1829 году он поняла, что хочет посвятить себя Богу, и вместе со своей подругой открыла школу в Жироне, чтобы предоставлять образование (в том числе духовное) всем нуждающимся. Школа быстро добилась успеха, и в мае 1842 года она смогла открыть школу в своём родном городе, а в 1846 году — в Сабаделе. В феврале 1847 года Форнес основала свой собственный религиозный орден, чтобы было удобнее управлять школами. В это же время она принесла монашеские обеты и взяла имя Павла Иосифа Каласанского. Конгрегация получила епархиальное одобрение от архиепископа Барселоны Педро Мартинеса де Сан-Мартина, а в 1860 году — похвальный указ от папы Пия IX.
Поскольку она никогда не была избрана генеральной настоятельницей и не занимала руководящую должность, Форнес могла свободно путешествовать по стране и основывать школы. С помощью двух священников-пиаристов она установила канонической структуру ордена. Монахиня основала в школы в таких городах, как Фигерас (1829), Бланес (1854), Игуальда (1849), Эль-Масноу (1852) и Сольер (1857). В декабре 1859 года она основала школу в Барселоне и оставалась там до конца своей жизни.
Умерла 26 февраля 1889 году в Барселоне в основанной ею школе. В 2005 году в её ордене состояло 732 монахинь в 108 обителях в таких странах, как Гвинея-Бисау и Япония.

## Почитание
Папа Иоанн Павел II беатифицировал Форнес 18 апреля 1993 года и канонизировал 25 ноября 2001 года.
День памяти — 26 февраля.